# Кинта-ду-Анжу
Кинта-ду-Анжу (порт. Quinta do Anjo) — район (фрегезия) в Португалии, входит в округ Сетубал. Является составной частью муниципалитета Палмела. Находится в составе крупной городской агломерации Большой Лиссабон. По старому административному делению входил в провинцию Эштремадура. Входит в экономико-статистический субрегион Полуостров Сетубал, который входит в Лиссабонский регион. Население составляет 8354 человека на 2001 год. Занимает площадь 51,06 км².
Покровительницей фрегезии считается Дева Мария (порт. Nossa Senhora da Redenção e São Gonçalo).